# Métrica de Lévy–Prokhorov
Em matemática, a métrica de Lévy–Prokhorov, algumas vezes chamada apenas de métrica de Prokhorov, é uma métrica, isto é, uma definição de distância, sobre a coleção de medidas de probabilidade em um dado espaço métrico. Recebe este nome em homenagem ao matemático francês Paul Lévy e ao matemático soviético Yuri Prokhorov. Prokhorov apresentou a métrica em 1956 como uma generalização da métrica de Lévy anterior.

## Definição
Considere {\displaystyle (M,d)} um espaço métrico com sua sigma-álgebra de Borel {\displaystyle {\mathcal {B}}(M)}. Suponha que {\displaystyle {\mathcal {P}}(M)} denota a coleção de todas as medidas de probabilidade sobre o espaço mensurável {\displaystyle (M,{\mathcal {B}}(M))}.

Para um subconjunto {\displaystyle A\subseteq M}, defina a vizinhança {\displaystyle \varepsilon } de {\displaystyle A} por:
{\displaystyle A^{\varepsilon }:=\{p\in M|\exists q\in A,d(p,q)<\varepsilon \}=\bigcup _{p\in A}B_{\varepsilon }(p),}
em que {\displaystyle B_{\varepsilon }(p)} é a bola aberta de raio {\displaystyle \varepsilon } centrada em {\displaystyle p}.

A métrica de Lévy–Prokhorov {\displaystyle \pi :{\mathcal {P}}(M)^{2}\to [0,+\infty )} é definida ao configurar a distância entre duas medidas de probabilidade {\displaystyle \mu } e {\displaystyle \nu } como:
{\displaystyle \pi (\mu ,\nu ):=\inf \left\{\varepsilon >0|\mu (A)\leq \nu (A^{\varepsilon })+\varepsilon \ {\text{e}}\ \nu (A)\leq \mu (A^{\varepsilon })+\varepsilon \ {\text{para todo }}A\in {\mathcal {B}}(M)\right\},}
para medidas de probabilidade claramente {\displaystyle \pi (\mu ,\nu )\leq 1}.
Alguns autores omitem uma das duas desigualdades ou escolher apenas {\displaystyle A} aberto ou fechado. Uma desigualdade implica a outra e {\displaystyle ({\bar {A}})^{\varepsilon }=A^{\varepsilon }}, mas restringir a conjuntos abertos pode mudar a métrica então definida (se {\displaystyle M} não for um espaço polonês).

## Propriedades
- Se {\displaystyle (M,d)} for separável, a convergência de medidas na métrica de Lévy–Prokhorov é equivalente à convergência fraca de medidas. Assim, {\displaystyle \pi } é uma metrização da topologia de convergência fraca em {\displaystyle {\mathcal {P}}(M)}.[3]
- O espaço métrico {\displaystyle \left({\mathcal {P}}(M),\pi \right)} é separável se e somente se {\displaystyle (M,d)} for separável.
- Se {\displaystyle \left({\mathcal {P}}(M),\pi \right)} for completo, então, {\displaystyle (M,d)} é completo. Se todas as medidas em {\displaystyle {\mathcal {P}}(M)} tiverem suporte separável, então, a implicação recíproca se aplica: se {\displaystyle (M,d)} for completo, então, {\displaystyle \left({\mathcal {P}}(M),\pi \right)} é completo.
- Se {\displaystyle (M,d)} for separável e completo, um subconjunto {\displaystyle {\mathcal {K}}\subseteq {\mathcal {P}}(M)} é relativamente compacto se e somente se seu {\displaystyle \pi }-fechamento for {\displaystyle \pi }-compacto.